# Montjustin-et-Velotte
Montjustin-et-Velotte is een gemeente in het Franse departement Haute-Saône (regio Bourgogne-Franche-Comté) en telt 128 inwoners (2011). De plaats maakt deel uit van het arrondissement Vesoul.

## Geografie
De oppervlakte van Montjustin-et-Velotte bedraagt 7,6 km², de bevolkingsdichtheid is 16,8 inwoners per km².
De onderstaande kaart toont de ligging van Montjustin-et-Velotte met de belangrijkste infrastructuur en aangrenzende gemeenten.

## Demografie
Onderstaande figuur toont het verloop van het inwonertal (bron: INSEE-tellingen).

1. ↑  Populations de référence 2022.